# Salzmannia
Salzmannia là một chi thực vật có hoa trong họ Thiến thảo (Rubiaceae).

## Loài
Chi Salzmannia gồm các loài: